# 那尔苏
那爾蘇（？—1890年），博爾濟吉特氏，諡誠慎，哲里木盟科尔沁左翼后旗人（今内蒙古通遼），僧格林沁之孫，伯彦讷谟祜的長子。清朝蒙古王公、军事將領。

## 生平
清同治四年（1865年），祖父僧格林沁在战斗中身亡。同年，那尔苏襲科爾沁多羅貝勒。次年，选为醇郡王奕譞和嫡福晋那拉氏長女的額駙。同年十月，年僅六歲的奕譞長女夭折；同治十一年（1872年）尚瑞郡王奕誌第七女。
同治十一年（1872年），那尔苏任御前行走。光緒十年，任領侍衛內大臣，代進惇親王領侍衛大臣班並帶豹尾槍。光緒十五年，任內大臣、鑲紅旗蒙古都統。光緒十八年，追封科爾沁左翼後旗扎薩克和碩博多勒噶台親王。

## 親屬
- 祖父：僧格林沁
- 父：伯彥訥謨祜
- 弟：溫都蘇、博迪蘇
- 子：阿穆爾靈圭